# Phanerotomella gladius
Phanerotomella gladius är en stekelart som beskrevs av Ji och Chen 2003. Phanerotomella gladius ingår i släktet Phanerotomella och familjen bracksteklar. Inga underarter finns listade i Catalogue of Life.